# Црква Светих цара Константина и царице Јелене у Каменову
Црква Светих цара Константина и царице Јелене у Каменову, насељеном месту на територији општине Кучево припада Епархији браничевској Српске православне цркве.